# La Croix-Rousse
Pour la station de métro, voir Croix-Rousse (métro de Lyon).
La Croix-Rousse est une colline de la ville de Lyon, et le nom du quartier qui s'y trouve. Le plateau de la colline, qui culmine à 254 mètres, est le résultat d'une moraine d'origine glaciaire qui est symbolisée par des roches transportées depuis les Alpes jusqu'à Lyon par les glaciers. Le quartier est situé dans le 4e arrondissement, et ses pentes sont en partie dans le 1er arrondissement.
La Croix-Rousse, surnommée la colline qui travaille en référence aux canuts, et en opposition à la colline qui prie référençant la colline opposée de Fourvière, est une ancienne commune du département du Rhône. Ce quartier est profondément marqué par son passé de haut-lieu de l'industrie de la soie et par la révolte des Canuts, insurrection ouvrière tout à fait insolite pour l'époque qui inspirera les grands mouvements de pensée sociale du XIXe siècle (Proudhon, Claude-Henri de Rouvroy de Saint-Simon, Charles Fourier, Karl Marx).

## Histoire

### De Condate à la montagne Saint-Sébastien
Une inscription latine trouvée rue de la Vieille nomme l'endroit « pagus de Condate » (« quartier du Confluent »). Condate étant un toponyme gaulois, l'archéologue Amable Audin en a déduit que, à l’époque romaine, le bas de la colline est occupé par un bourg celtique, voisin de Lugdunum, prospère ville romaine établie sur la colline de Fourvière, de l’autre côté de la Saône. L'archéologue prétendait même que l'existence de ce petit village gaulois était antérieur à la fondation de Lugdunum par les Romains. Cette théorie est largement reprise dans le chapitre antiquité d'ouvrages sur l'histoire lyonnaise. Toutefois, aucun élément archéologique n'a encore confirmé la présence d'un habitat gaulois antérieur à la fondation de Lugdunum. Les traces d'habitation les plus anciennes qui ont été repérées sont romaines et datées des environs de 10 av. J.-C., période d'inauguration du Sanctuaire fédéral des Trois Gaules.
Les fouilles ponctuelles anciennes, ou plus récentes sur la montée de la Grande Côte (1985), montrent un développement urbain au départ tardif, puis largement développé au cours du Haut Empire au pied de la colline et à mi-pente, jusqu'au milieu du IVe siècle : présences de mosaïques, traces d'habitats ou d'ateliers d'artisans verrier et potiers, structures d'aménagement des terrains, vestiges d'objets romains, inscriptions. Parmi ces inscriptions, la célèbre Table claudienne, dont deux grands fragments furent découverts en 1528, enterrés dans une vigne à mi-pente de la colline.

Des travaux d'assainissement en 1854 ont découvert, montée des Carmélites et place Fernand-Rey, des tronçons de voie romaine pavée de granite, qui furent identifiés comme la voie du Rhin. D'autres éléments de chaussée découverts en divers endroits sont les indices d'une voirie locale assez dense.

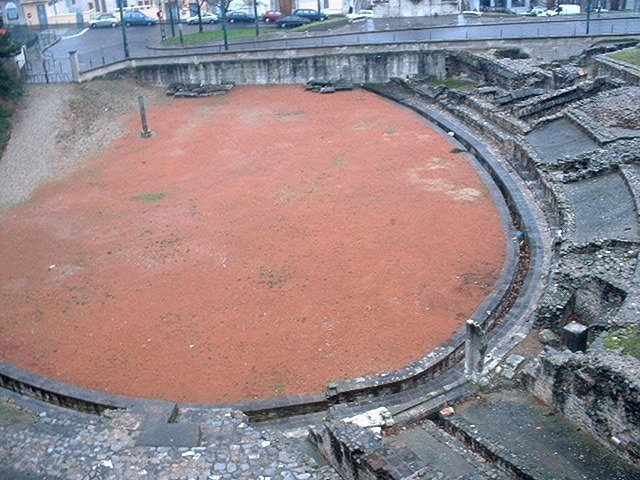
L'amphithéâtre des trois Gaules.

L'ensemble monumental de la Croix-Rousse est le Sanctuaire fédéral des Trois Gaules, composé de :
- l'autel des Gaules (12 av. J.-C.) dédié à Rome et Auguste
- l'amphithéâtre des Trois Gaules (19 ap. J.-C.), qui recevra les délégués des 60 nations gauloises, chaque année au mois d'août.

Par une série de déductions à partir d'éléments archéologiques divers, Amable Audin proposa de localiser l'implantation de l'autel de Rome et Auguste au long de la rue des Tables Claudiennes, imaginant une immense esplanade de 296 mètres de long et 69 mètres de largeur, à l'image du sanctuaire de la Fortuna Primigenia à Praeneste. Cette localisation reste toutefois controversée, l'aménagement en terrasse pouvant aussi bien être conçu pour l'implantation de l'habitat, et la découverte au XIXe siècle de mosaïques rue Pouteau à l'emplacement présumé de l'autel fragilise l'hypothèse d'Audin.
Après la période des Grandes invasions et les siècles suivants, les édifices gallo-romains sont abandonnés.
Au Moyen Âge, la ville de Lyon s’arrête vers les Terreaux. La montagne Saint-Sébastien fait partie du Franc-Lyonnais, province indépendante placée sous la protection des rois de France. Les pentes et le plateau sont consacrés aux cultures (en particulier de la vigne).

### Toponymie

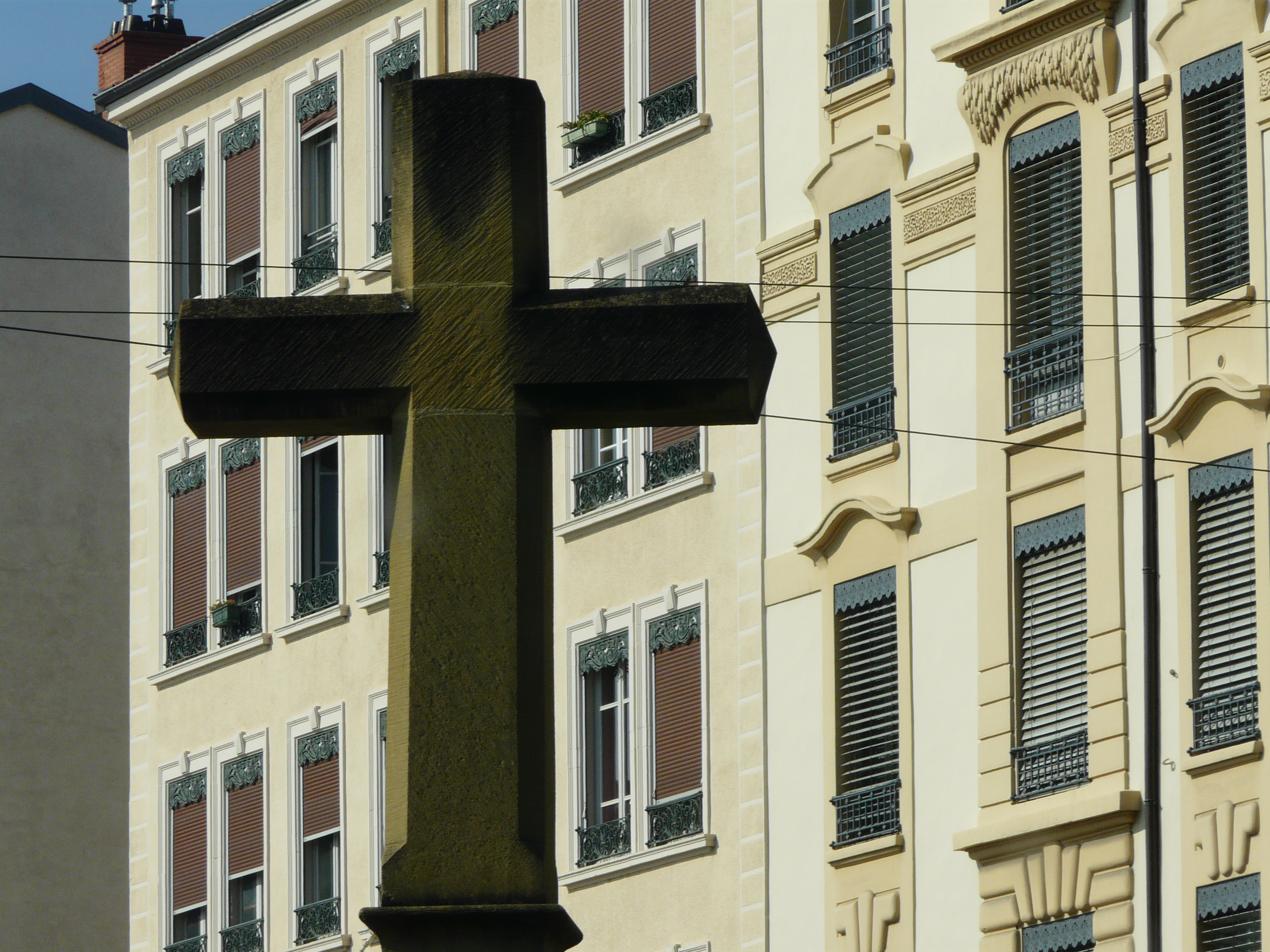
La croix en pierre dorée de la Croix-Rousse.

En 1512, Louis XII décide la construction de fortifications au sommet de la colline pour défendre la ville de Lyon. Ce rempart, nommé Saint-Sébastien, intègre alors les pentes à Lyon, mais isole le plateau, créant ainsi un nouveau faubourg.
Sensiblement au même moment, une croix est érigée sur le plateau et réalisée en pierre de Couzon, de teinte ocre. Elle donnera son nom au bourg nouvellement créé.
On suppose que cette croix était située au carrefour de deux voies : l’une vers la Dombes (direction Bourg-en-Bresse), l’autre vers Neuville.
Elle sera détruite et reconstruite à plusieurs reprises (abattue par les protestants en 1562, détruite à la Révolution, supprimée en 1881 par décision du conseil municipal de Lyon). Finalement, en 1994, une réplique a été érigée place Joannès Ambre.

### De la colline qui prie…
Après la construction de fortifications, les pentes, jusque-là terrains à vocation agricole, s'urbanisent du fait de leur intégration à Lyon. Aux XVIe et XVIIe siècles, de nombreuses congrégations religieuses s'y installent. Ce seront d'abord les Chartreux, en 1580, puis les Carmélites, les Sœurs de l'Annonciade, etc.
Contrairement aux pentes, le plateau fait toujours partie de Cuire et reste donc intégré au Franc-Lyonnais. Mais à la fin du XVIIIe siècle, le plateau de la Croix-Rousse, qui n'a été pendant longtemps qu'un hameau, a pris de l'importance. Comme sur les pentes, des religieux s'y sont installés, mais également de nombreux commerçants (en particulier parce que les taxes y sont moins élevées qu'à Lyon).

### …à la colline qui travaille
À la Révolution, les biens appartenant aux communautés religieuses sont vendus, libérant ainsi un grand nombre de terrains. L'opposition entre les ruraux de Cuire et les citadins de la Croix-Rousse agite alors la commune de Cuire-la-Croix-Rousse. Finalement, en 1797, le Conseil des Cinq-Cents décrète le rattachement de Cuire à Caluire (loi du 15 mai 1797 - 26 floréal an V), entérinant ainsi la scission (mais étrangement, il faudra attendre un arrêté du gouvernement consulaire en date du 22 octobre 1802 pour que, de son côté, la commune de la Croix-Rousse soit créée).
Au début du XIXe siècle, Lyon est la première ville ouvrière de France. L'arrivée massive d'ouvriers de la soie (les canuts) va alors profondément transformer la Croix-Rousse, marquant son histoire et son urbanisme. La Croix-Rousse devient un haut lieu du tissage industriel de la soie (voir l'article sur l'histoire de la soierie lyonnaise).
Pour accueillir les ouvriers (ainsi que leurs familles et leurs métiers à tisser), la construction de lotissements s'accélère (par exemple le Clos Dumenge). Il s'agit d'immeubles de cinq ou six étages, abritant des appartements ou ateliers construits très hauts sous plafond, en fonction de la taille des imposants métiers à tisser Jacquard (en moyenne 4 m de hauteur), créés en 1801. Ils sont dotés de hautes fenêtres (la lumière facilite le travail de la soie) et d'une soupente (mezzanine utilisée pour la vie de la famille). Les plafonds sont renforcés par des poutres en chêne, dont l'écartement permet de fixer le métier.
Sous la pression des lotisseurs qui morcellent des anciens terrains religieux, l'est de la colline change radicalement de physionomie. Le nombre d'habitants explose et de nouvelles rues apparaissent, parfois de manière anarchique sans que la municipalité ait son mot à dire.
Jules Michelet écrit alors sur l'opposition de la montagne qui travaille et de la montagne mystique (la colline de Fourvière, qui rassemble un grand nombre de couvents et d'églises). Transformée par les années, l'expression de Michelet deviendra « la colline qui travaille » face à « la colline qui prie ».

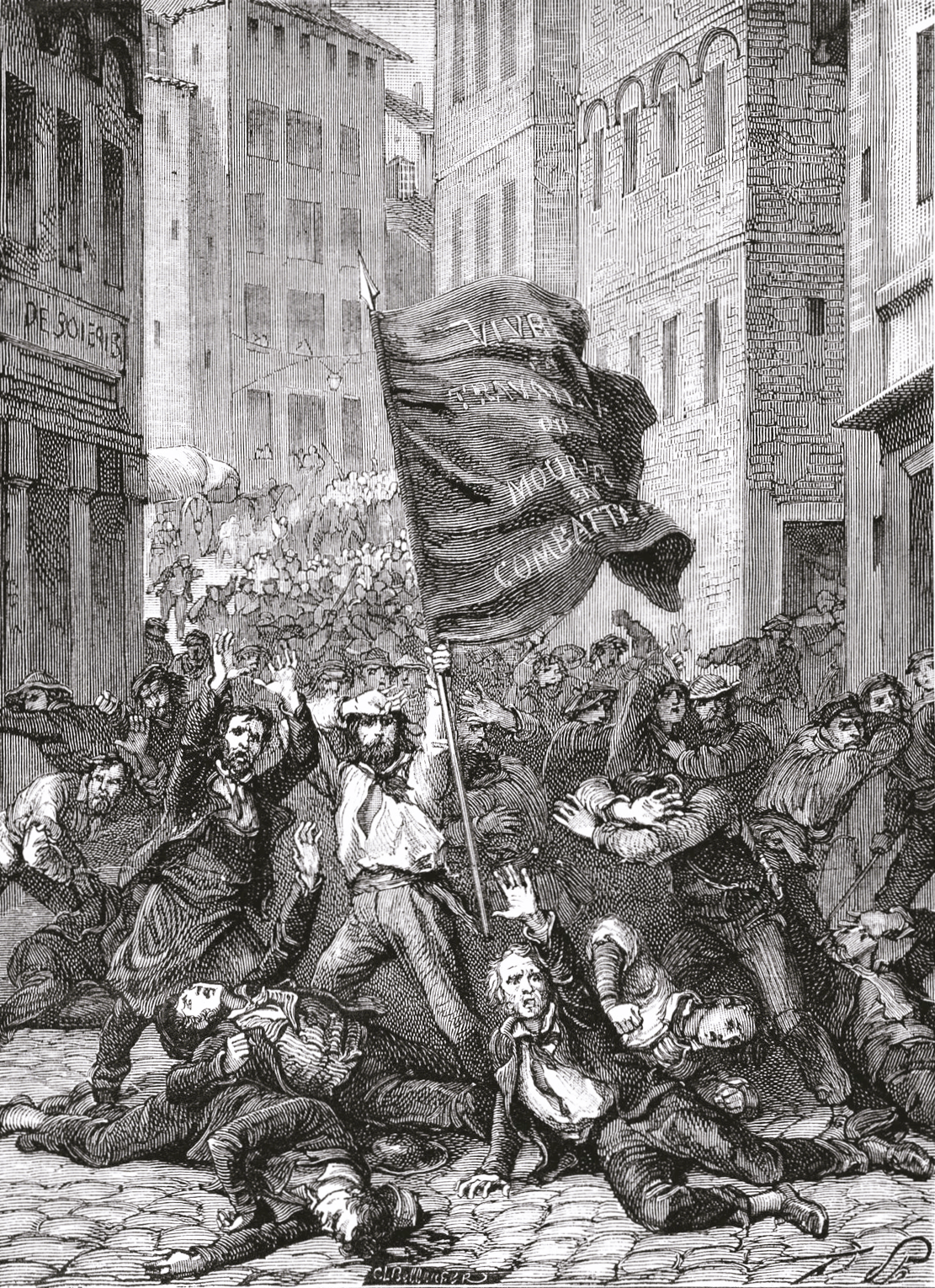
Descente des ouvriers de la Croix-Rousse en novembre 1831.

Les canuts, soumis à de rudes conditions de travail, se révoltent à de nombreuses reprises (cf. l'article détaillé la révolte des canuts). Leur première révolte d'octobre 1831 est considérée comme l'une des premières révoltes ouvrières. Ils occupent Lyon aux cris « Vivre libre en travaillant ou mourir en combattant ! ». Le roi Louis-Philippe Ier envoya 20 000 hommes de troupe et 150 canons pour réprimer « l'émeute », partie du quartier de la Croix rousse et qui a inquiété les milieux industriels jusqu'à Paris. La ville devient au XIXe siècle une importante cité industrielle, en grande partie grâce aux canuts.

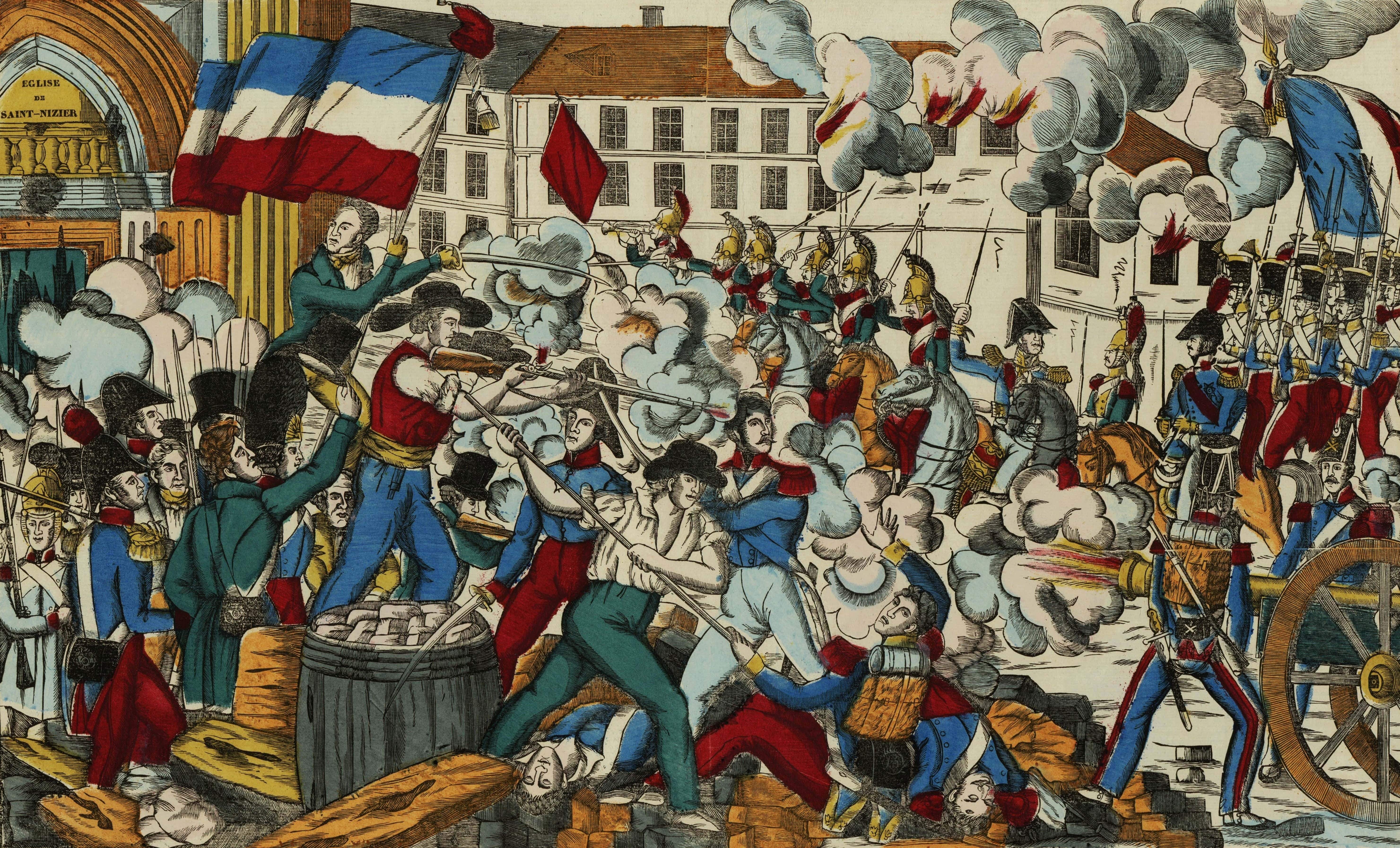
Seconde révolte des canuts en 1834.

Le 14 février 1834, les Canuts se révoltent de nouveau en occupant les forts de la Croix-Rousse. Pendant 6 jours, ils font face à 12 000 soldats.
Une troisième insurrection a lieu en 1848, au moment de la proclamation de la Seconde République, menée par les Voraces.
Les mêmes Voraces mèneront une quatrième insurrection en 1849, en écho au soulèvement des républicains parisiens. Circonscrite sur le faubourg Croix-Rousse, elle sera violemment réprimée.

### Rattachement à Lyon

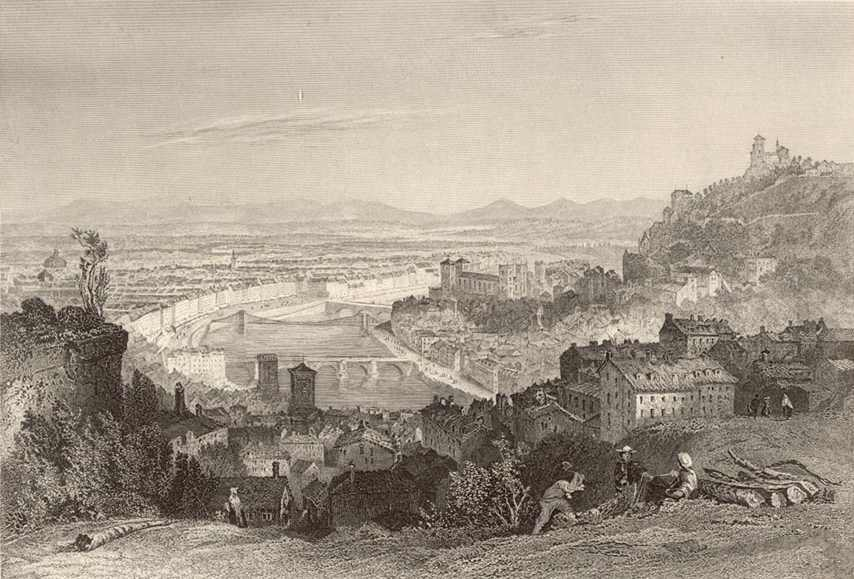
Lyon en 1869 depuis la Croix-Rousse.

En 1818, la Croix-Rousse est élevée au rang de ville. Mais elle est morcelée lorsque le 26 octobre 1832, une ordonnance royale érige les quartiers de Serin et Saint-Clair en communes indépendantes. Ce sera de courte durée puisqu'en 1834, Serin et Saint-Clair sont de nouveau réunies à la commune de la Croix-Rousse.

En 1852, la Croix-Rousse, qui compte désormais 30 000 habitants, est rattachée à Lyon (décret impérial du 24 mars 1852). Le préfet Vaïsse va alors entreprendre une série de grands travaux (création du réseau d'eau potable, construction de l'hôpital de la Croix-Rousse, etc.). En 1862, le funiculaire de la rue Terme est mis en service entre le centre de Lyon et Croix-Rousse. Il sera rapidement surnommé la « ficelle » par les lyonnais. L'année suivante, la Compagnie du chemin de fer de Lyon (la Croix-Rousse) au camp de Sathonay ouvre la gare de Lyon-Croix-Rousse à côté de la station du funiculaire. Cette gare est le point d'origine d'une ligne reliant Lyon à la gare de Sathonay - Rillieux, puis Trévoux à partir du 1er juin 1882. En 1865, pour faciliter l'intégration de la Croix-Rousse à la ville, les remparts sont détruits, permettant la réalisation du boulevard de l'Empereur. La mairie y est construite, et des arbres sont plantés.

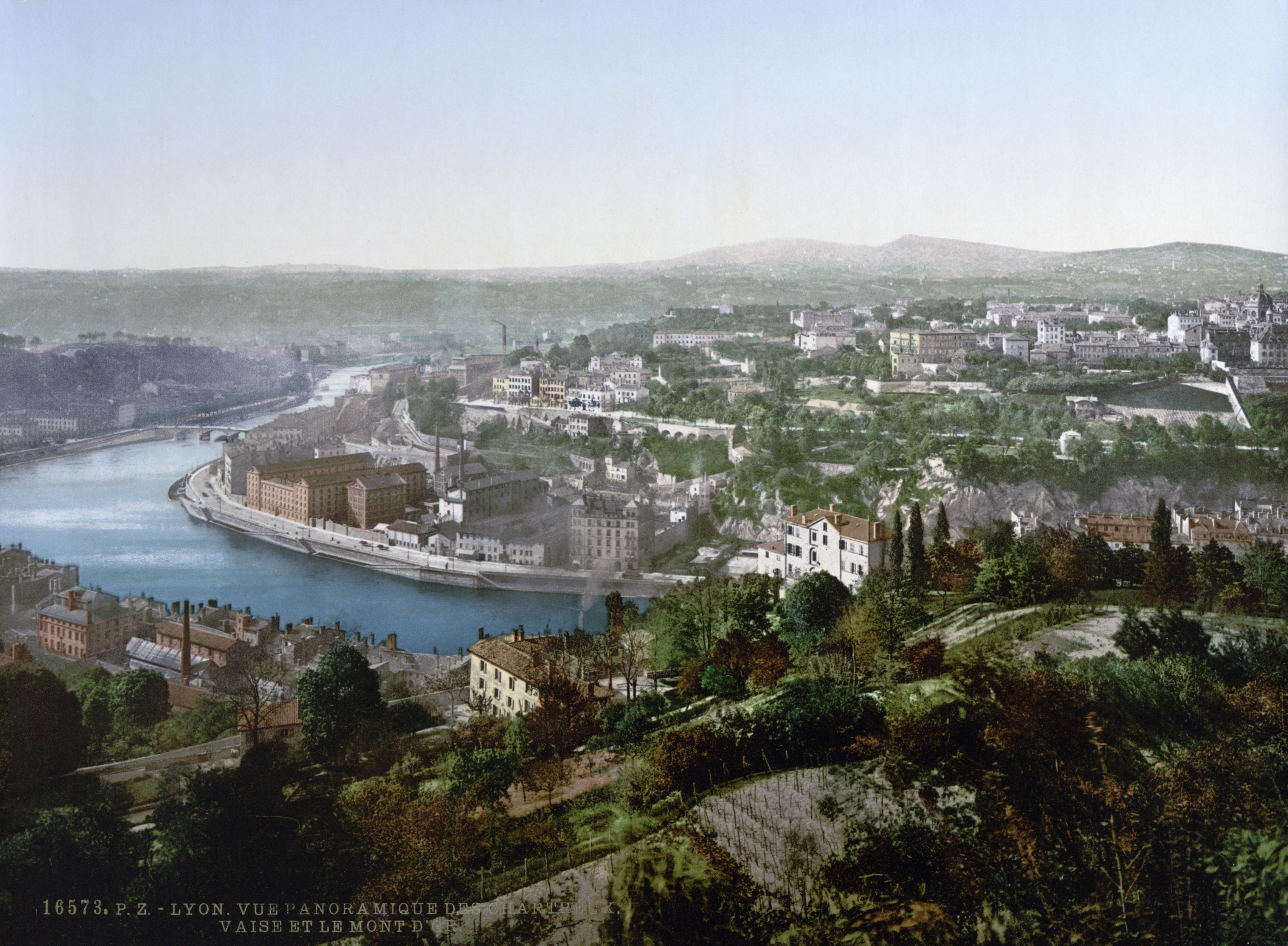
La face Saône de la Croix-Rousse au début du XXe siècle.

Depuis 1952, la colline est traversée par le tunnel routier de la Croix-Rousse, qui relie les quais des bords du Rhône à ceux des bords de la Saône (tracé de la RN 6). Un second tube destiné aux modes doux et autobus complète cette traversée depuis 2013.
L'activité du textile a été très fortement marquée par une crise dans les années 1980. Les rares survivants ont réussi en se reconvertissant dans des textiles « techniques » ou très haut de gamme (par exemple Prelle, Tassinari, Brochier, Bianchini-Férier).
Aujourd'hui encore, la Croix-Rousse est un quartier à l'urbanisme singulier, marqué à la fois par sa géographie (colline), par son histoire (histoire de la soierie lyonnaise), par la permanence du mouvement social et par sa très forte densité d'habitation (l'une des plus élevées d'Europe).

### Un laboratoire social

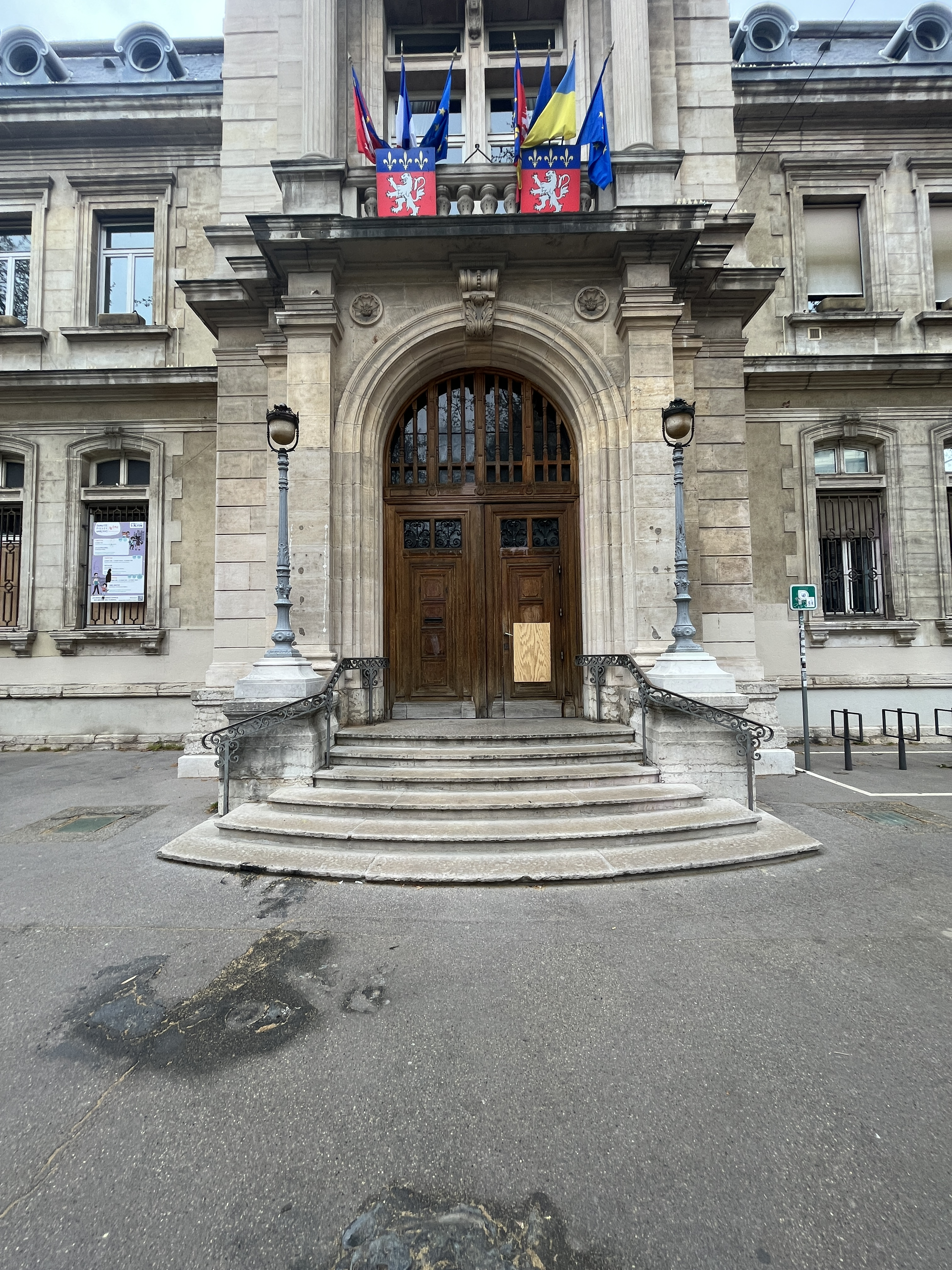
La mairie de La Croix-Rousse.

La Croix-Rousse jouit d'une réputation particulière : quartier ouvrier au XIXe siècle, c'est ici qu'a pris forme la première insurrection sociale caractérisée de l'ère industrielle, la Révolte des canuts, qui commence en 1831. C'est également ici qu'essaimeront de nombreuses innovations sociales : le premier conseil des prud'hommes, les premières expériences mutualistes, les premières boutiques « coopératives » françaises, etc (cf. l'article détaillé sur les Canuts).
Au XXe siècle, le quartier (en particulier les pentes) reste un véritable « laboratoire social » : squats, restaurants autogérés, crèches parentales, imprimeries parallèles, collectifs militants, associations en tous genres…
Au début du XXIe siècle, même si la population change sous l'effet de la hausse des loyers (arrivée des bourgeois-bohèmes ?), le quartier reste un lieu particulièrement vivant, donnant encore naissance à des initiatives intéressantes (ex : commerce équitable sur les pentes, crieur public sur le plateau, etc).

## Géographie
Située entre Saône et Rhône dans le prolongement nord (en amont) de la Presqu'île, la Croix-Rousse est l'une des 2 collines dominant Lyon (l'autre étant la colline de Fourvière). Elle culmine à 250 m (contre 300 m pour Fourvière), soit une petite centaine de mètres au-dessus du reste de la ville.
Certains versants, appelés « Balmes » et abîmés par l'érosion fluviatile, sont de véritables falaises de 20 à 40 m de hauteur. Des éboulements spectaculaires ont d'ailleurs eu lieu en 1932 et 1977.
La colline de la Croix-Rousse est en fait la partie sud d'un plateau qui se poursuit au nord sur les communes de Caluire-et-Cuire, Sathonay-Camp, Rillieux-la-Pape, Fontaines-sur-Saône et sur les communes de la côtière.

## Quartiers

### Pentes de la Croix-Rousse

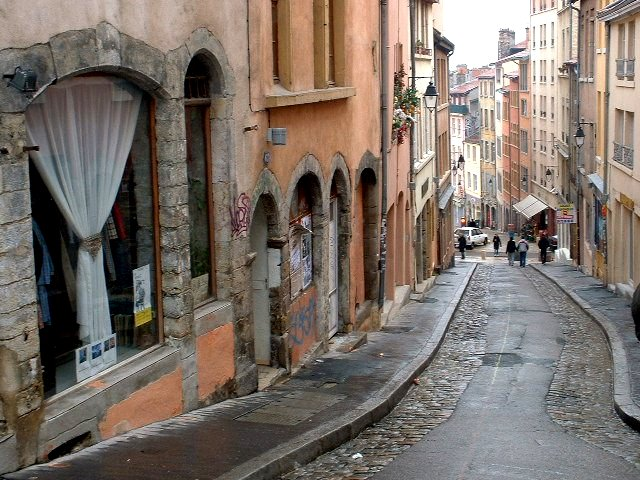
La Montée de la Grand'Côte, avant son réaménagement.

Les pentes de la Croix-Rousse (1er arrondissement) s'étagent depuis la place des Terreaux jusqu'au sommet de la colline.
Le quartier des Pentes se caractérise par sa géographie toute en déclivité. Ainsi, certaines artères ont été nommées de manière explicite « montée » (Montée de la Grand'Côte, Montée Saint Sébastien, Montée des Carmélites, Montée Neyret…).
La Montée de la Grand'Côte affronte une dénivellation importante en traversant le quartier en un axe méridien. La montée des Carmélites reprend le parcours de la voie du Rhin. Cette voie romaine allait de Lugdunum vers la Germanie. Au départ de la montée des Carmélites, le Jardin des Plantes offre une vue sur la presqu'île et la colline de Fourvière. C'est ici que se trouve l'amphithéâtre antique, autrefois élément constitutif du Sanctuaire fédéral des Trois Gaules.
Outre ces « montées » et les artères classiques, on trouve de nombreuses traboules, différentes de celles du Vieux Lyon. Ces passages entre immeubles, parfois couverts et constitués de volées d'escaliers, permettent de circuler sur les pentes de manière parfois plus directe.
Les pentes est un quartier plus adapté aux piétons qu'à la circulation automobile (rues étroites, en pente, escaliers, sens-uniques, manque de place de stationnement).
Le quartier des pentes est également distinct du reste de Lyon par sa culture canut. Il hérite d'une forte culture syndicale et associative issue de l'industrie textile[réf. nécessaire].
De nos jours, les pentes restent marquées par une culture informelle et associative qui les rend attractives, notamment auprès des étudiants et artistes. C'est un village rempli d'une culture alternative. Le foncier s'est considérablement revalorisé depuis qu'une importante rénovation et réhabilitation urbaine a été initiée dans les années 1990 et le quartier perd peu à peu son caractère populaire devenant un pôle d'attraction pour les bourgeois-bohème (bobos).[réf. nécessaire]

### Plateau de la Croix-Rousse

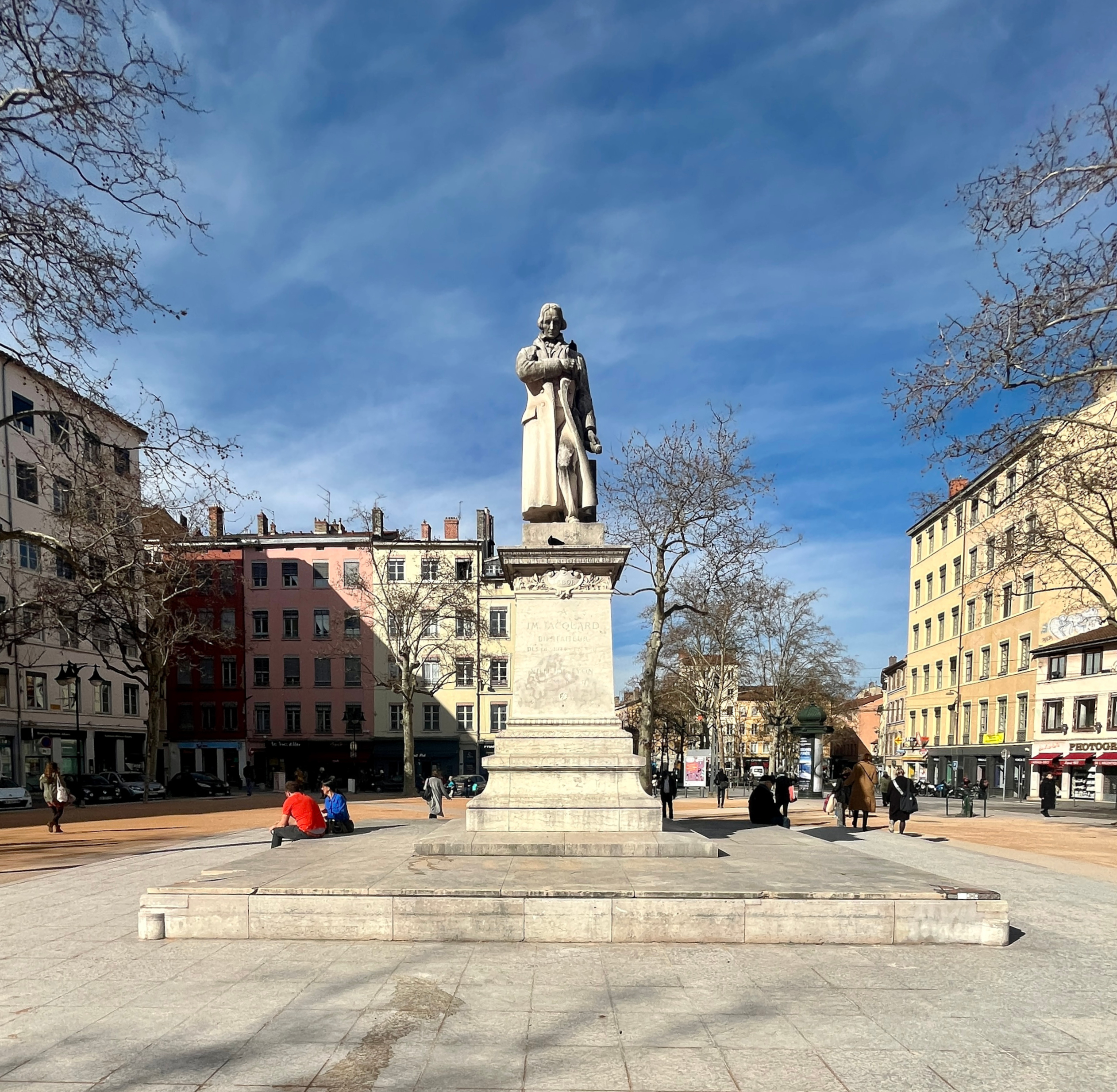
Place de la Croix-Rousse.

Le plateau (4e arrondissement), comme son nom l'indique, est un plateau entre Rhône et Saône, grosso modo depuis le boulevard de la Croix-Rousse jusqu'aux confins avec Caluire-et-Cuire (Théâtre et Hôpital de la Croix-Rousse). Quartier résidentiel, le plateau se distingue du reste de la ville de Lyon par une ambiance particulière que l'on dit proche d'un « village ». Cette impression est renforcée par les terrains de boule (comme celui du Clos Jouve) ou le « petit marché » quotidien, situé place de la Croix-Rousse et entouré de bistrots. Les habitants y cultivent effectivement une certaine insularité vis-à-vis du reste de la ville. Les pentes agissent de fait comme une frontière naturelle séparant le plateau du reste de Lyon, et les habitants disent souvent qu'ils « descendent en ville » lorsqu'il s'agit de rejoindre d'autres arrondissements.
Le plateau est traversé par deux artères commerçantes majeures :
- du nord au sud, la Grande rue de la Croix-Rousse (à travers le 4e arrondissement)
- de l'est à l'ouest, le boulevard de la Croix-Rousse (qui marque la frontière entre le 1er et le 4e arrondissement)

La partie est du plateau est principalement composée d'immeubles canuts. On y trouve également des traboules, mais elles sont moins nombreuses que sur les pentes.

## Patrimoine
Le 5 décembre 1998, le site historique de Lyon, territoire délimité par les anciennes fortifications de la ville comprenant la colline de Fourvière ainsi qu'une grande partie de la Presqu’île et les pentes de la Croix-Rousse (jusqu'au Boulevard de la Croix-Rousse, côté 4e arrondissement inclus), est inscrit sur la liste du Patrimoine mondial par l'UNESCO (Le site historique de Lyon),.

### Édifices civils et lieux remarquables

#### Architecture canut et traboules

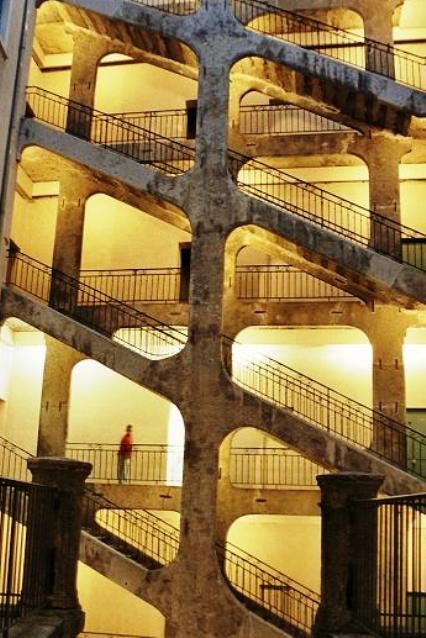
La Cour des Voraces, sur les pentes.

- la Montée de la Grand'Côte qui offre un superbe panorama au sommet
- les immeubles canuts (dont la Maison Brunet ou « Maison aux 365 fenêtres »). Afin de profiter de la lumière du jour, ces immeubles se caractérisent par des fenêtres très hautes, sans volet ni encadrement orné. Leurs façades ne possèdent la plupart de temps pas de balcon.
- les traboules : la Cour des Voraces, le passage Thiaffait…

#### Le Gros Caillou

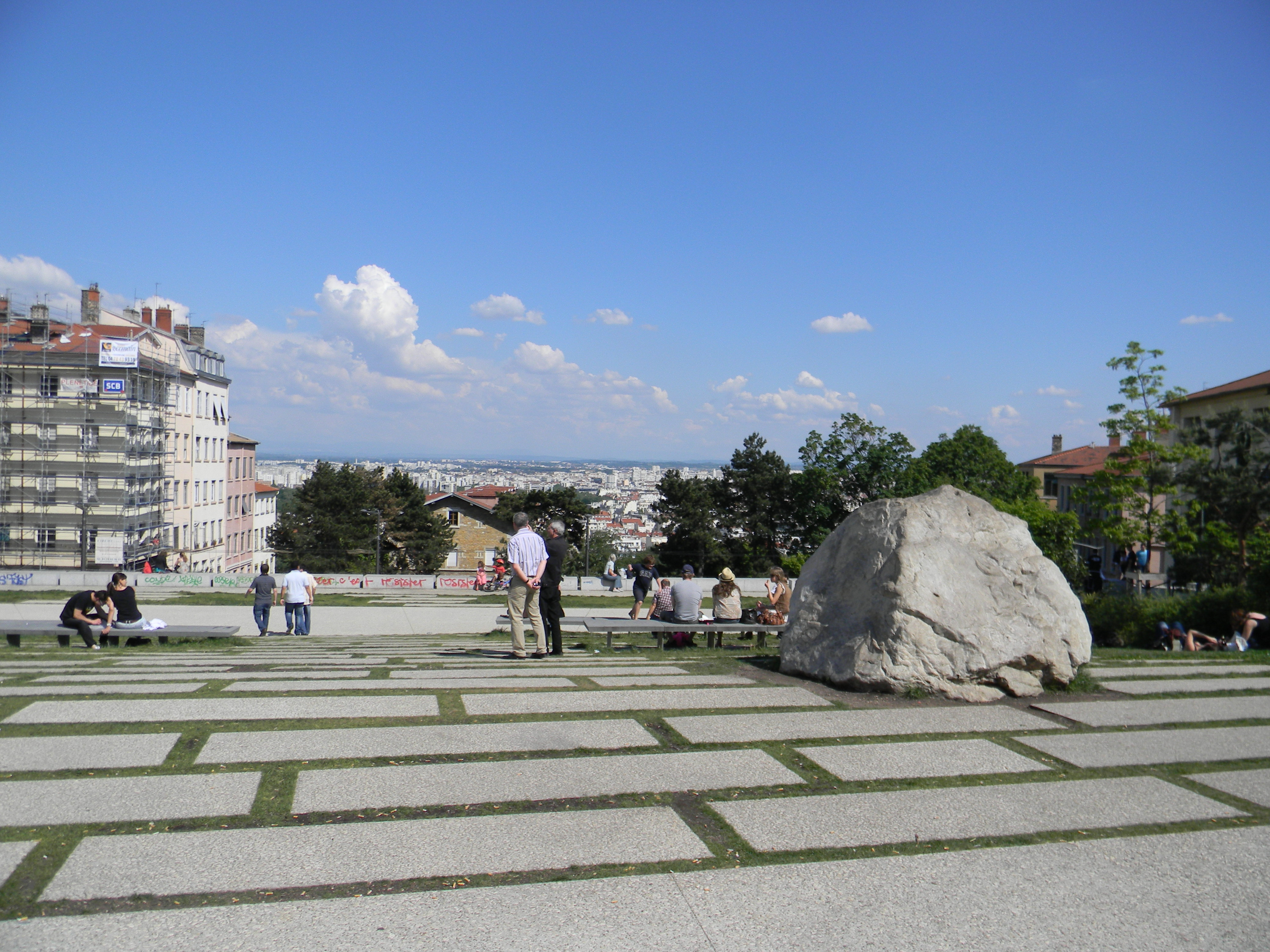
Le Gros Caillou.

L'un des symboles du quartier est le Gros Caillou, gros rocher dont la composition, bloc de quartzite triasique provenant de la Vanoise, témoigne de l'extension des glaciers des Alpes durant le Riss récent (voir aussi bloc erratique). Sa découverte remonte à 1862 lors du percement de la ficelle reliant la Presqu'île à la Croix-Rousse : les travaux de percement du tunnel durent être interrompus car les travailleurs étaient bloqués par une roche extrêmement dure, qu'ils n'arrivaient pas à briser. La roche en question dut donc être dégagée et extraite du substrat, ce qui demanda de grands moyens et provoqua un certain retard dans les travaux. Finalement exhumé, le « Gros Caillou » est devenu à la fois le symbole de la force et de la persévérance des Lyonnais face aux obstacles, mais aussi le symbole du rattachement du quartier de la Croix-Rousse à Lyon, facilité par le funiculaire. Le Gros Caillou fut ainsi placé et installé au bout est du boulevard, d'où il domine le Rhône et toute la plaine jusqu'aux Alpes.
Le Gros Caillou était à l'origine à cheval sur le 1er arrondissement (les pentes, lyonnaises) et le 4e arrondissement (le plateau de la Croix-Rousse). À la suite de la construction d'un parking souterrain et d'un parc (nommé Espace Gros Caillou), il a été déplacé d'une trentaine de mètres pour être désormais uniquement dans le 1er arrondissement, ce qui excite l'ire de certains croix-roussiens.
Le Gros Caillou a été immortalisé dans la littérature jeunesse comme point de ralliement des Six Compagnons de la Croix-Rousse, dans la série écrite par Paul-Jacques Bonzon dans la Bibliothèque Verte.
Selon la légende, le Gros Caillou représenterait aussi le cœur d’un huissier cupide qui aurait mis à la rue une famille de canuts déshérités.

#### Les souterrains
Il existe un réseau de galeries souterraines percées sous la colline de la Croix-Rousse, mais elles sont interdites au public par un arrêté municipal de 1989.
Les galeries lyonnaises les plus anciennes sont souvent des galeries de drainage creusées par les Romains, soit pour capter, soit pour évacuer l'eau afin d'éviter tout effondrement de la colline. Plus tard, certains des nombreux couvents qui couvraient la colline semblent avoir utilisé ces galeries romaines, en les adaptant à leurs besoins. Enfin, plus récemment, des galeries militaires ont été bâties au XVIe siècle ou XVIIe siècle, en même temps que la ceinture de forts autour de Lyon.
On suppose que les « Arêtes de poisson » du « réseau des Fantasques », qui portent ce nom à cause de leur forme faisant penser à un squelette de poisson, sont d'origine militaire. Elles auraient servi à entreposer du matériel. Mais il ne s'agit pour l'instant que d'une des hypothèses à leur sujet. Au moins une des arêtes de poisson semble avoir servi de catacombes.
La plupart des galeries souterraines semblent être tombées dans l'oubli après que les problèmes d'approvisionnement en eau des Croix-Roussiens eurent été réglés, c'est-à-dire à la fin du XIXe siècle.

#### L'enceinte de la Croix-Rousse
Cette longue muraille, faisant partie de la première ceinture de Lyon, fermait la ville au nord. Reconstruite en 1834 sur le tracé de l'ancienne muraille (édifiée au XVIe siècle puis démolie après le siège de 1793), son rôle principal était d'assurer une défense de Lyon au cas où les forts de Caluire et Montessuy étaient compromis par l'ennemi.
Cette enceinte était parcourue de 6 bastions culminant à 10 m au-dessus d'un fossé les entourant.

#### Autres édifices
- Le Jardin Rosa Mir ;
- la maison Brunet, dite maison aux 365 fenêtres ;
- le Clos Jouve, haut lieu de la Boule lyonnaise ;
- le quartier constituant la limite nord de la ville était ceinturée d'édifices à vocation défensive (restes de remparts). Seuls les forts Saint-Jean et Saint-Laurent sont restés intacts (voir Ceintures de Lyon) ;
- l'hôtel Villemanzy et son jardin (ancien hôpital militaire Villemanzy) ;
- l'Institution des Chartreux, lycée situé dans les bâtiments de l'ancienne Chartreuse du Lys-Saint-Esprit (XVIIe siècle) ;
- Le lycée privé Saint Jean-Baptiste de La Salle situé dans les anciens bâtiments de l’Adoration perpétuelle du Sacré-Cœur, congrégation reconnue par l’Église en 1824. Les bâtiments appartenaient avant la Révolution aux moines de la Chartreuse du Lys Saint-Esprit.
- la clinique du Saint-Rédempteur, ancienne léproserie installée rue d'Ypres, exerçant depuis 1946.

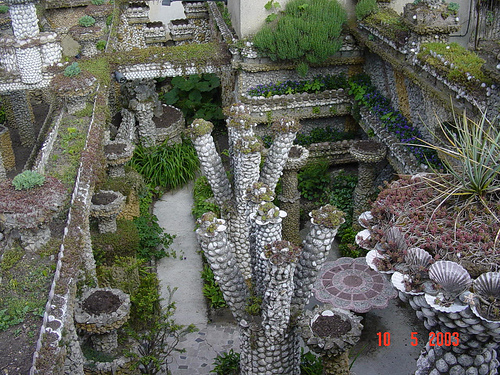
Le Jardin Rosa Mir.
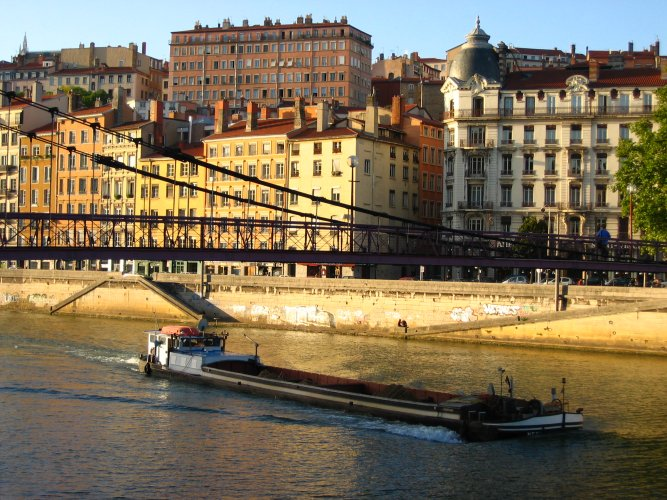
La maison Brunet vue de la Saône.
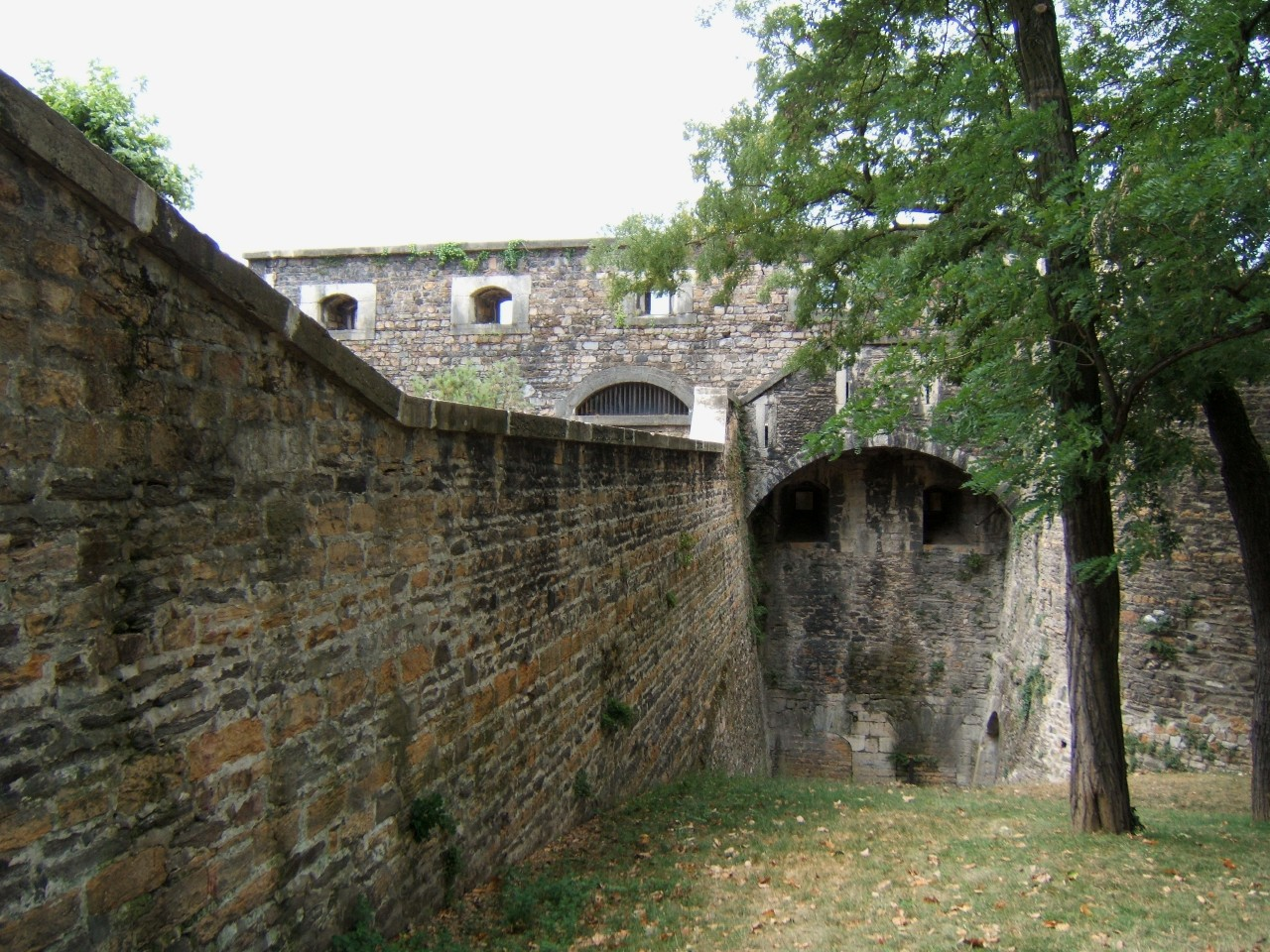
Le fort Saint-Jean.
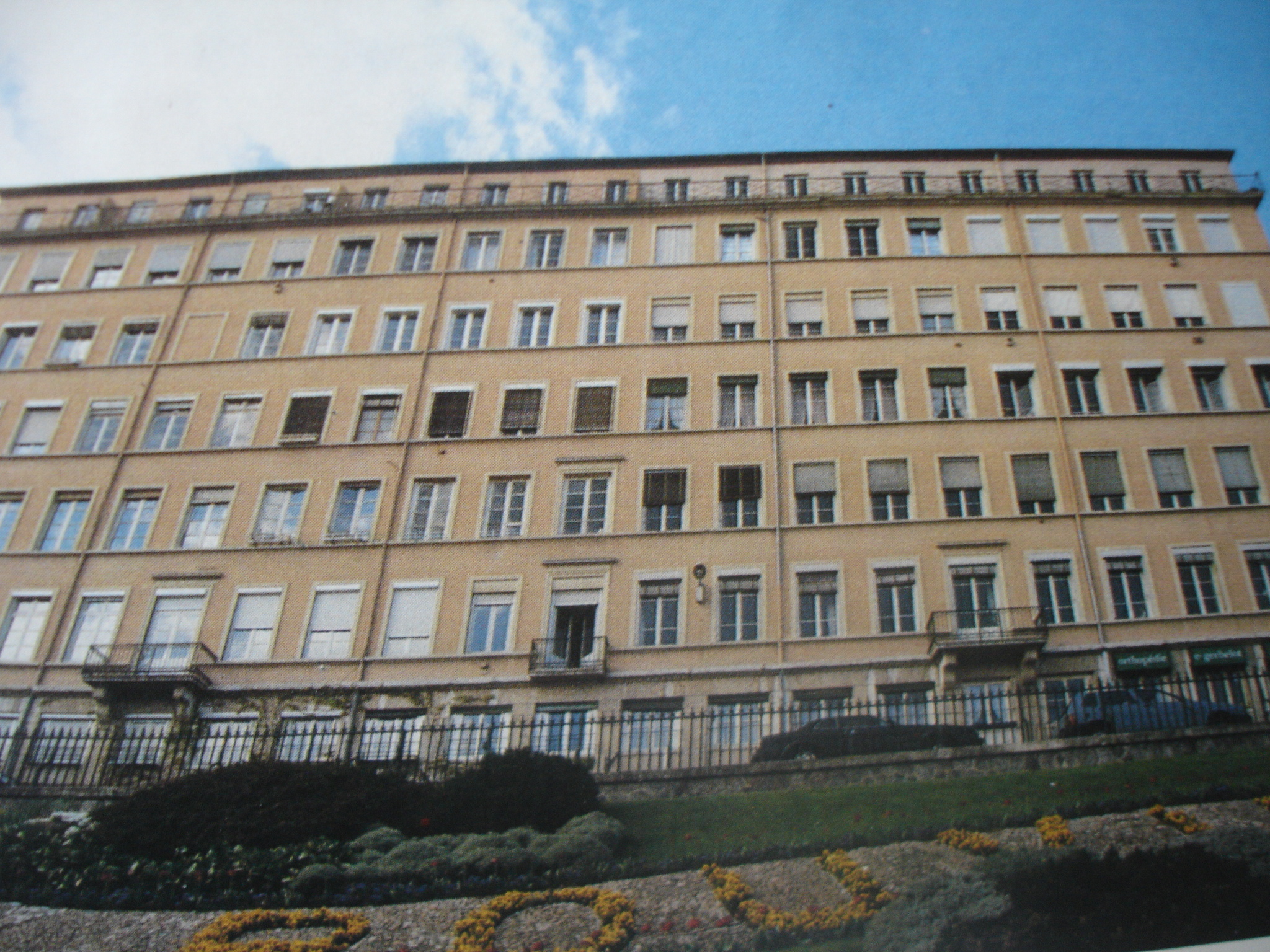
Place Rouville : Maison aux 365 fenêtres.

### Patrimoine religieux
Les pentes de la Croix-Rousse ayant été occupée dès l'époque gallo-romaine, on peut y admirer les restes de l'amphithéâtre des Trois Gaules. Au centre de cet amphithéâtre antique, un poteau évoque les supplices de sainte Blandine, saint Pothin et des Martyrs de Lyon.
- Église Saint-Bruno des Chartreux, joyau baroque, chef-d'œuvre de Ferdinand-Sigismond Delamonce, elle abrite un des plus beaux baldaquins de France réalisé par Servandoni.
- Église du Bon Pasteur, surprenante église inaccessible.
- Église Saint-Polycarpe, ancienne église des Oratoriens, située entre la rue René Leynaud et les deux passages Mermet et Thiaffait.
- Église Saint-Bernard, montée Saint-Sébastien, près du Plateau (désaffectée).
- Chapelle des Chartreux (Institution des Chartreux)
- La chapelle du Sacré-Cœur des Chartreux (Lycée Saint-Jean-Baptiste de La Salle)
- Église Saint-Augustin : église romano-byzantine du plateau de la Croix-Rousse (rue Jacquard)
- Église Saint-Denis : paroisse historique du nord de la Croix-Rousse (rue Hénon)
- Église Sainte-Élisabeth : église moderne (rue Hénon)

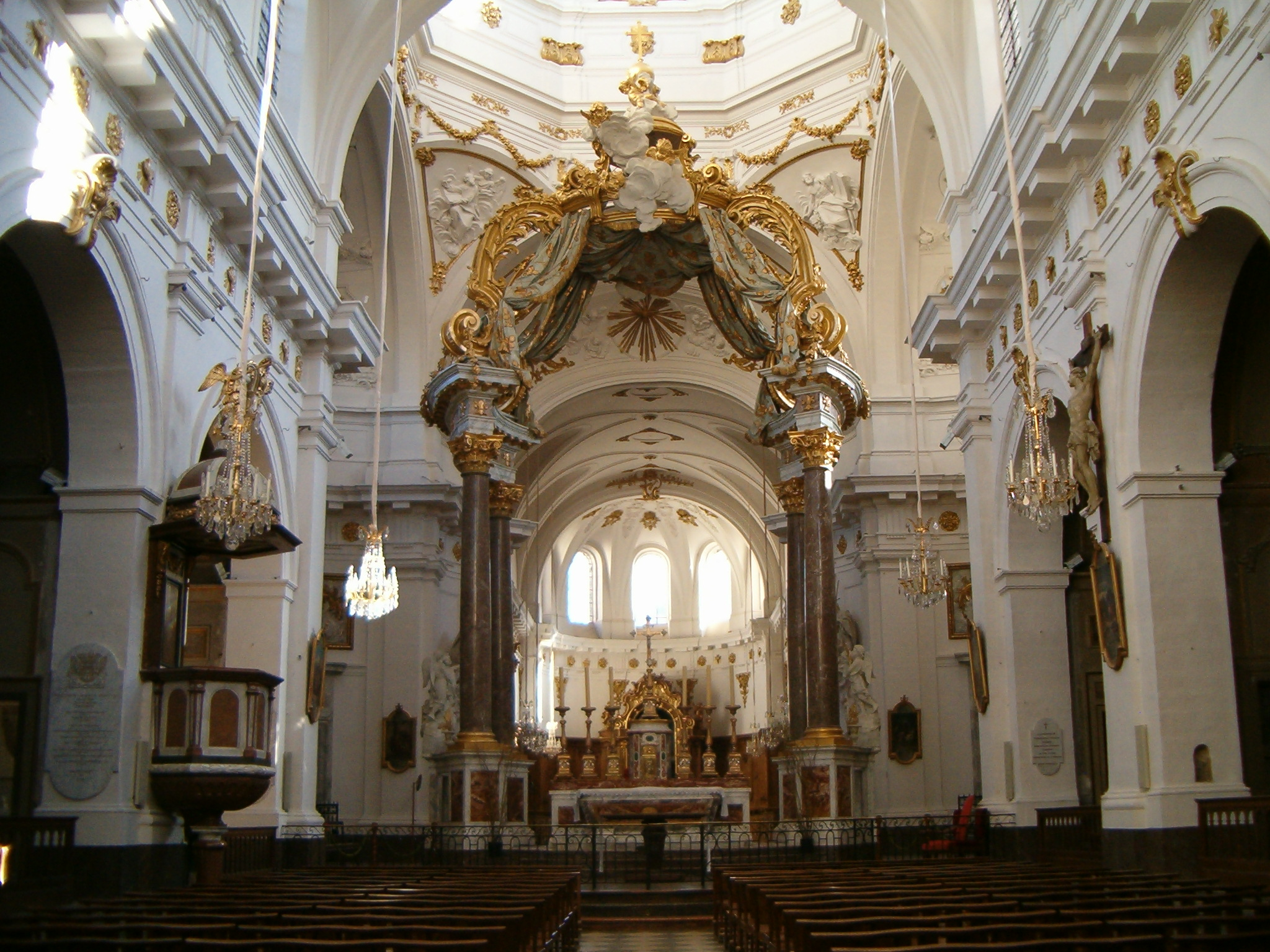
Intérieur de l'église baroque Saint-Bruno des Chartreux.
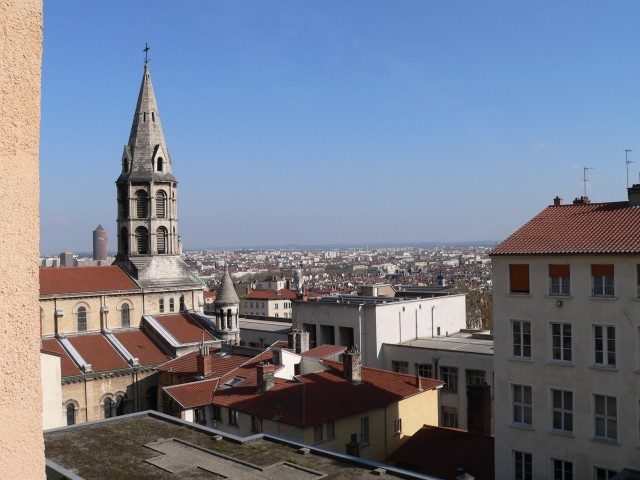
L'église du Bon Pasteur.
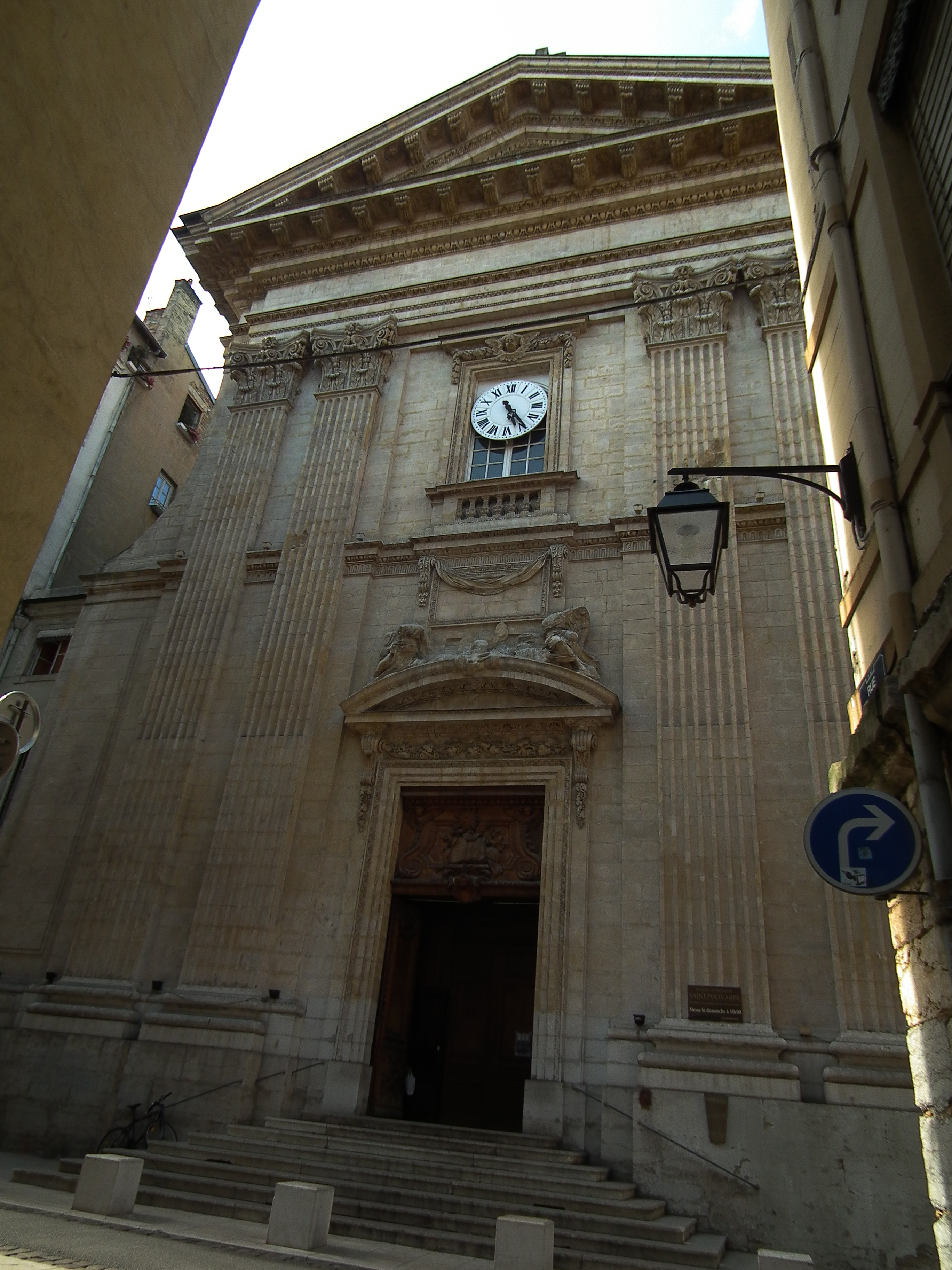
L'Église Saint-Polycarpe.
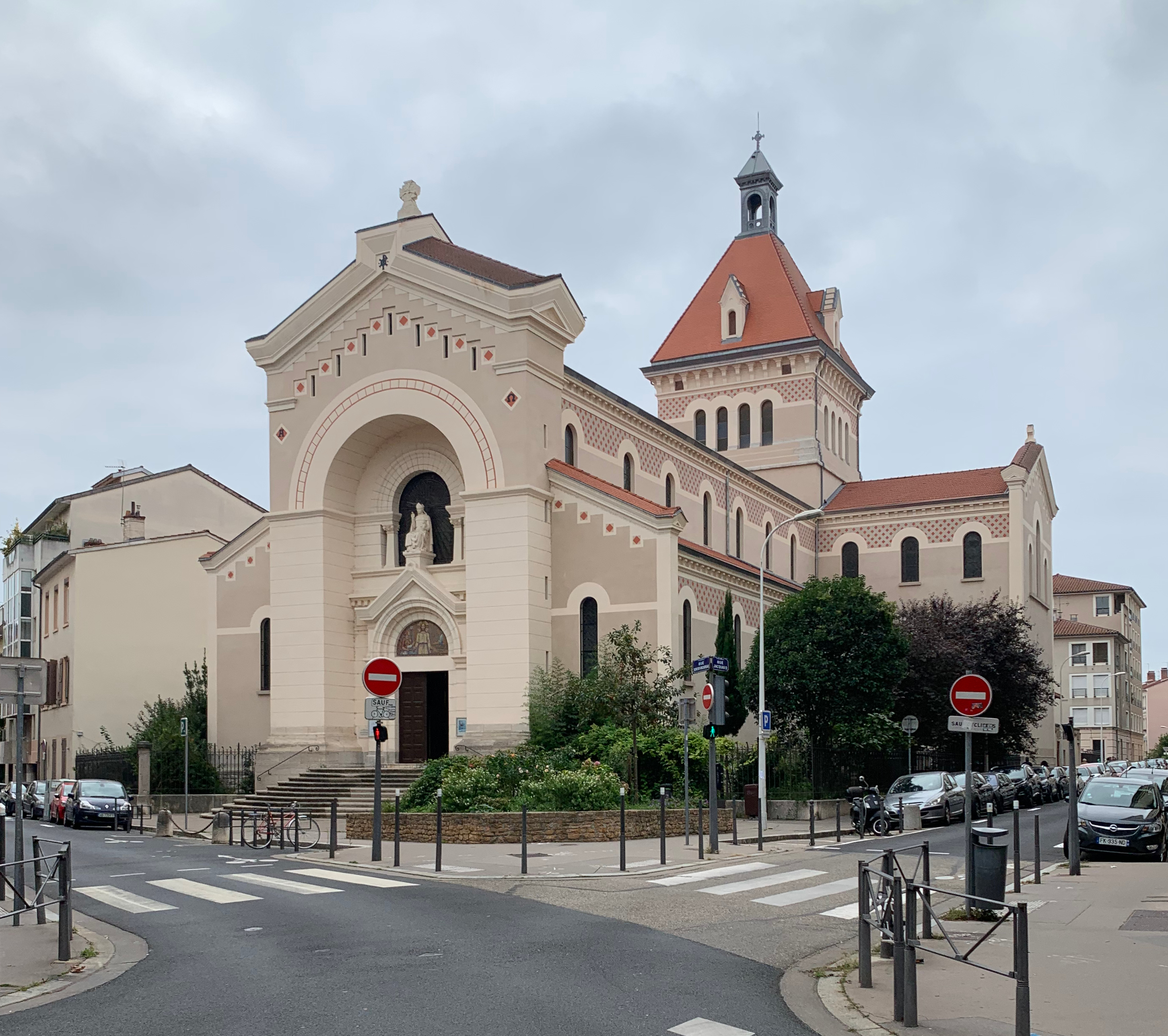
L'église Saint-Augustin.
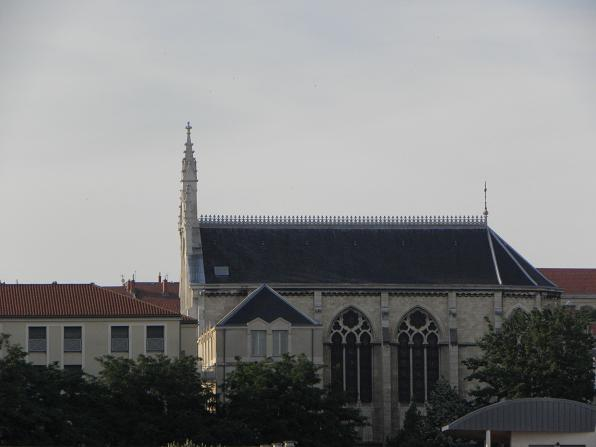
Chapelle de l'Institution des Chartreux.

### Patrimoine culturel
- Le Théâtre de la Croix-Rousse
- La Villa Gillet (consacrée à l'art contemporain)
- les Subsistances, « laboratoire de création contemporaine » quai Saint Vincent sur les berges de la Saône ;
- La rue Burdeau et ses nombreuses galeries d'art contemporain
- De très nombreux café-théâtres
- Le Quartier des Capucins avec ses nombreuses boutiques de créateurs

#### Films tournés à la Croix-Rousse
- Lucie Aubrac, de Claude Berri (1997)
- Tout va bien, on s'en va, de Claude Mouriéras (2000)
- J'ai tué Clémence Acéra, de Jean-Luc Gaget (2001)
- Inventaire filmé des rues de la Croix-Rousse, de Gérard Courant (2002)
- Les Diables, de Christophe Ruggia (2002)
- Après lui, de Gaël Morel (2007)
- Les Liens du sang, de Jacques Maillot (2008)
- Le Fils de l'épicier, de Eric Guirado (2007)[21]
- C'est magnifique, de Clovis Cornillac (2022)